# Institut national de technologie de Tiruchirappalli
 (décembre 2024).
Si vous disposez d'ouvrages ou d'articles de référence ou si vous connaissez des sites web de qualité traitant du thème abordé ici, merci de compléter l'article en donnant les références utiles à sa vérifiabilité et en les liant à la section « Notes et références ».
Institut national de technologie Tiruchirappalli, NIT Tiruchirappalli ou NIT Trichy est une Université de recherche renommée près de la ville de Tiruchirappalli à  Tamil Nadu, en Inde. Il a été fondé sous le nom de Regional Engineering College Tiruchirappalli en 1964 par les gouvernements du Inde et du Tamil Nadu sous l'affiliation de l'Université de Madras. Le collège a obtenu le statut d'université renommée en 2003 avec l'approbation de la University Grants Commission (UGC), du All India Council for Technical Education (AICTE) et du Government Indian Institute of Technology et a été rebaptisé National Institute of Technology. Tiruchirappalli.
NIT Trichy est reconnu comme institut d'importance nationale par le gouvernement indien en vertu de la loi de 2007 sur les instituts nationaux de technologie, d'enseignement scientifique et de recherche (NITSER) et est l'un des membres du système des instituts nationaux de technologie (NIT), un groupe d'instituts techniques financés centralement (CFTI) régis par le Conseil du NITSER. L'institut est financé par le ministère de l'Éducation (MoE) du gouvernement indien et se concentre exclusivement sur l'ingénierie, la gestion, la science, la technologie et l'architecture. L'institut propose 10 programmes de licence, 42 programmes de maîtrise et 17 programmes de doctorat dans ses 17 départements universitaires.
Il a délivré 2 155 diplômes en 2023.

## voir aussi
- Instituts nationaux de technologie de l'Inde